# Psittacanthus lopanthus
Psittacanthus lopanthus är en tvåhjärtbladig växtart som beskrevs av Kuijt. Psittacanthus lopanthus ingår i släktet Psittacanthus och familjen Loranthaceae. Inga underarter finns listade i Catalogue of Life.